# Karl Schmaltz

Karl Schmaltz, um 1930 (Selbstporträt)

Karl Friedrich Johannes Schmaltz (* 11. September 1867 in Schlieffenberg; † 3. November 1940 in Hagenow) war ein deutscher evangelischer Theologe und Kirchenhistoriker.

## Leben
Karl Schmaltz wurde 1867 als erstes Kind des Pastors Bernhard Otto Schmaltz (1828–1839) und Friederike Henriette Anna Schmaltz (1842–1922; geborene Chrestin) in Schlieffenberg (Mecklenburg) geboren. Zunächst unterrichtete der Vater Karl und seine Geschwister zu Hause, die Mutter erteilte ihm und anderen Kindern der Nachbarschaft Unterricht im Freihandzeichnen. Nach der Konfirmation bezog Karl 1882 das Friderico-Francisceum in Doberan, an dem er 1887 die Reifeprüfung ablegte. Im selben Jahr bezog er gemeinsam mit seinem jüngeren Bruder Friedrich Schmaltz (1868–1949) die Universität Leipzig und nahm das Studium der evangelischen Theologie auf. Zum Sommersemester 1888 wechselten die Brüder zur Universität Tübingen. Karl absolvierte das Wintersemester 1888/89 wieder an der Universität Leipzig und die nächsten vier Semester an der Universität Rostock.
1891 legte er vor einer Prüfungskommission des Schweriner Oberkirchenrates das Erste Theologische Examen ab, verbrachte danach aber mit seinem Bruder Friedrich noch ein Semester an der Universität Erlangen. In den darauf folgenden Jahren arbeitete Karl Schmaltz als Hauslehrer und -archivar bei Heinrich Freiherr Langwerth von Simmern in Eltville am Rhein und Wichtringhausen, im Sozialdienst in den Bodelschwinghschen Anstalten in Bethel und als Hauslehrer in Leoni am Starnberger See. Nach dem Zweiten Theologischen Examen im Jahr 1895 erhielt er 1896 eine Anstellung als Hilfslehrer an der Großen Stadtschule Wismar. 1899 wurde Karl Schmaltz Hilfsprediger an der Schlosskirche Schwerin, 1902 zweiter Pfarrer an der Stadtkirche in Sternberg.
Ein Stipendium ermöglichte ihm 1911 einen Aufenthalt am Deutschen Evangelischen Institut für Altertumswissenschaft des  Heiligen Landes in Jerusalem. Danach verfasste Schriften führten 1919 zur Verleihung der Ehrendoktorwürde der Theologischen Fakultät der Universität Greifswald. Aufgrund seiner Schriften zur mecklenburgischen Kirchengeschichte verlieh ihm 1926 auch die Philosophische Fakultät der Rostocker Universität die Ehrendoktorwürde.
Zum 1. Januar 1913 wurde Karl Schmaltz als Pastor der Irrenheilanstalt und Gemeinde Schwerin-Sachsenberg, der heutigen Carl-Friedrich-Flemming-Klinik, berufen. Im Zuge der Etablierung der Herrschaft der Nationalsozialisten in Staat und Kirche Mecklenburgs wurde er zum 1. Mai 1934 von allen dienstlichen Pflichten entbunden und in den Ruhestand versetzt. Die Pfarrstelle wurde nicht wieder besetzt. Im selben Jahr war er Mitbegründer der Kessiner Bruderschaft, eines Kreises der Bekennenden Kirche. Nach Beginn des Zweiten Weltkrieges vertrat er eingezogene Amtsbrüder, zuletzt seinen Schwiegersohn Dietrich Karsten in Döbbersen. 
Am 30. November 1940 starb Karl Schmaltz an den Folgen einer Lungenentzündung im Krankenhaus Hagenow.

## Familie
Am 29. September 1899 heiratete Karl Schmaltz in der Stadtkirche Stavenhagen Elisabeth Zander (1874–1953), die Tochter des dortigen Pastors Heinrich Zander. Ihre Kinder waren Bernhard (1900–1962), Margarethe (1902–1984, später verheiratete Hemleben), Gertrud (1904–1989, später verheiratete Gothe), Charlotte (1908–2000, später verheiratete Weißenstein) und Anna-Marie (1912–1992, später verheiratete Karsten).

## Publikationen

### Aufsätze
- Die Begründung und Entwicklung der kirchlichen Organisation Mecklenburgs im Mittelalter. 1907/1908
- Das heilige Feuer in der Grabeskirche im Zusammenhang mit der kirchlichen Liturgie und den antiken Lichtriten. 1917
- Die drei ›mystischen‹ Christushöhlen der Geburt, der Jüngerweihe und des Grabes. 1919
- Die Geschichte des Doms Güstrow. 1926

### Bücher
- Geschichte der Hofgemeinde zu Schwerin. Schwerin 1903
- Mater ecclesiarum. Die Grabeskirche in Jerusalem. Studien zur Geschichte der kirchlichen Baukunst und Ikonographie in Antike und Mittelalter. Straßburg: Heitz 1918

Digitalisat im Internet Archive
- Die Kirchenbauten Mecklenburgs. Schwerin 1927
- Das Erbe der Väter. mecklenburgische Kirchengeschichte im Grundriß. Verl. d. Evang. Preßverbandes Mecklenburg, Mecklenburg 1930 (Digitalisat).
- Kirchengeschichte Mecklenburgs. Bd. 1 (Mittelalter). Schwerin 1935 (Digitalisat)
- Kirchengeschichte Mecklenburgs. Bd. 2 (Reformation und GegenReformation). Schwerin 1936 (Digitalisat)
- Kirchengeschichte Mecklenburgs. Bd. 3 (postum). Berlin 1952 (Digitalisat)